# Tomoko Amemiya
Tomoko Amemiya (jap. 雨宮 智子, Amemiya Tomoko) ist eine frühere japanische Skeletonpilotin.

## Karriere
Tomoko Amemiya war zu Anfang der 2000er Jahre international im Skeletonsport aktiv. Ihr erstes Skeleton-Weltcup-Rennen bestritt sie im Januar 2000 in Lillehammer, wo sie 16. wurde und damit ihr bestes Resultat in der obersten Rennserie erreichte. Ein weiteres Rennen in Winterberg beendete sie als 18. In der Gesamtwertung 1999/2000 wurde Amemiya 20. Höhepunkt der Saison und der Karriere wurde die Teilnahme an der Skeleton-Weltmeisterschaft 2000, wo erstmals auch ein Wettbewerb für Frauen durchgeführt wurde. Die Japanerin erreichte den 17. Platz. In der folgenden Saison wurde sie nur noch in jeweils einem Rennen in den beiden unterklassigen Rennserien des Skeleton-Europacups und des Skeleton-America’s-Cup eingesetzt. Im Europacup von Igls fuhr Amemiya auf den 19. im America’s Cup in Calgary auf den 15. Rang. Bei den nationalen Meisterschaften gewann die Japanerin 2000 den Titel vor Mikiko Yoshioka und Yoshiko Ōta.